# Гдовское викариатство
Гдо́вское викариа́тство — викариатство Псковской епархии Русской Православной Церкви.

## История
Появилось в связи с тем, что правящему архиерею Санкт-Петербургской епархии был назначен титул «Санкт-Петербургский и Ладожский» Ладожское викариатство соответственно упразднялось, а епископ Ладожский Николай (Налимов) с 24 октября 1892 года становился епископом Гдовским.
В ведении Гдовских епископов находилось церковно-школьное дело Санкт-Петербургской епархии, они являлись председателями совета епархиального братства Пресвятой Богородицы, обладавшего правами епархиального училищного совета. Местопребывание Гдовских архиереев — Александро-Невская лаврав Санкт-Петербурге. Кафедральный храм — Димитриевский собор в Гдове.
Избранному на Петроградскую кафедру 24 мая 1917 года епископу Гдовскому Вениамину (Казанскому) определением Святейшего Синода от 14—17 июня того же года был присвоен титул «Петроградский и Гдовский». Это означало упразднение Гдовского викариатства.
Возобновление Гдовского викариатства произошло в условиях, когда в Ленинграде в продолжение более 3 лет не было правящего архиерея. 12 января 1926 года во епископа Гдовского был хиротонисан архимандрит Димитрий (Любимов), 26 декабря 1927 года отделившийся от Заместителя Патриаршего Местоблюстителя митрополита Сергия (Страгородского). При назначении последним на Ленинградскую кафедру 10 февраля 1928 года митрополита Серафима (Чичагова) ему был усвоен титул «Ленинградский и Гдовский», соответственно Гдовское викариатство прекратило существование. Епископ Димитрий (с 7 января 1929 года — архиепископа), сохраняя титул епископа Гдовского, управлял приходами и монастырями Ленинградской епархии, отделившимися от митрополита Сергия и подчинявшимися митрополита Иосифу (Петровых).
Восстановлено 7 мая 2017 года решением Священного Синода в составе Псковской епархии.

## Епископы
Гдовское викариатство Санкт-Петербургской епархии
- Николай (Налимов) (24 октября 1892 — 13 ноября 1893)
- Назарий (Кириллов) (13 ноября 1893 — 21 октября 1897)
- Вениамин (Муратовский) (3 декабря 1898 — 10 июля 1901)
- Константин (Булычёв) (29 июля 1901 — 23 апреля 1904)
- Кирилл (Смирнов) (6 августа 1904 — 30 декабря 1909)
- Вениамин (Казанский) (24 января 1910 — 25 мая 1917)
- Димитрий (Любимов) (12 января 1926 — 26 декабря 1927)

иосифлянское викариатство
- Димитрий (Любимов) (26 декабря 1927 — 17 мая 1935)

Гдовское викариатство Псковской епархии
- Фома (Демчук) (2 июля 2017 — 14 июля 2018)